# ماتياس بيريز
ماتياس بيريز (بالإسبانية: Matías Pérez Laborda) (20 يوليو 1985 في الأوروغواي - ) هو لاعب كرة قدم أوروغواني في مركز الدفاع. لعب مع أرسنال ساراندي وبنيارول وسانتياغو واندررز وكيلمس ونادي أومونيا ونادي أونيفرسيداد كاتوليكا ونادي دانوبيو ونادي رينتيستاس وجوفينتود.

## وصلات خارجية
- ماتياس بيريز على موقع إي إس بي إن إف سي (الإنجليزية)
- ماتياس بيريز على موقع قاعدة بيانات كرة القدم.إي يو (الإنجليزية)
- ماتياس بيريز على موقع Soccerway.com (الإنجليزية)